# Аморим, Селсу
Селсу Аморим (порт. Celso Amorim; род. 3 июня 1942, Сантус, Сан-Паулу) — бразильский государственный и политический деятель. Занимал должность министра иностранных дел с 20 июля 1993 по 31 декабря 1994 года при президенте Итамаре Франку и снова с 1 января 2003 по 31 декабря 2010 года при президенте Луисе Инасиу Луле да Силве. Был министром обороны с 4 августа 2011 по 31 декабря 2014 года при президенте Дилме Русефф.
Также был послом Бразилии в Великобритании. 7 октября 2009 года блогер журнала Foreign Policy Дэвид Роткопф назвал Селсу Аморима «лучшим министром иностранных дел в мире».
5 января 2023 года Луис Инасиу Лула да Силва назначил его главным советником президента Бразилии.

## Ранний период жизни
Родился в Сантусе, штат Сан-Паулу, 3 июня 1942 года.
В 1965 году окончил Институт Риу-Бранку, аспирантуру международных отношений при министерстве иностранных дел, а в 1967 году получил степень магистра международных отношений в Венской дипломатической академии.
Являлся профессором португальского языка в Институте Риу-Бранку, а также профессором политологии и международных отношений в Университете Бразилиа. Является постоянным членом отдела иностранных дел Института повышения квалификации Университета Сан-Паулу.

## Политическая карьера
Имеет долгую карьеру на государственной службе, начиная с 1987 года, когда был назначен секретарем по международным делам министерства науки и технологий. Занимал эту должность до 1989 года, когда был избран генеральным директором по вопросам культуры в министерстве иностранных дел. В 1990 году перешел на новый пост генерального директора по экономическим вопросам. В 1993 году был назначен генеральным секретарём бразильского агентства иностранных дел.
Во время службы в министерстве иностранных дел много времени работал послом в Организации Объединённых Наций. В частности, представлял Бразилию в комитете по санкциям по ситуации вокруг Косово и Югославии в 1998 году и в группе Совета Безопасности ООН по Ираку в 1999 год. Позже в том же году был назначен постоянным послом Бразилии в Организации Объединённых Наций и ВТО, а затем стал послом в Великобритании в 2001 году.

### Полемика по ВТО
19 июля 2008 года вызвал споры, сравнив описания, используемые более богатыми странами для характеристики сельскохозяйственных концессий, которые они предлагали во время раунда переговоров ВТО в Дохе, с работой нацистского пропагандиста Йозефа Геббельса, что вызвало быстрое осуждение со стороны Государственного департамента США.

## Дальнейшая карьера
Входил в состав комиссии по глобальной безопасности, правосудию и управлению под председательством Мадлен Олбрайт и Ибрагима Гамбари. В ноябре 2016 года был назначен Генеральным секретарем Организации Объединённых Наций Пан Ги Муном в состав Группы высокого уровня по доступу к лекарствам под сопредседательством бывшего президента Швейцарии Рут Дрейфус и бывшего президента Ботсваны Фестуса Могае.
Кроме того, занимает ряд почётных должностей:
- председатель исполнительного совета Unitaid (с 2017 года)[11];
- член консультативного совета Центр международных отношений и устойчивого развития (CIRSD)[12].

В 2019 году присоединился к первому собранию так называемой группы Пуэбла в Буэнос-Айресе, конференции левых политических лидеров.

## Личная жизнь
Женат на Ане Марии Аморим и имеет четверых детей: Висенте, Аниту, Жуана и Педру.